# ズィグムント・レヴォニェフスキ

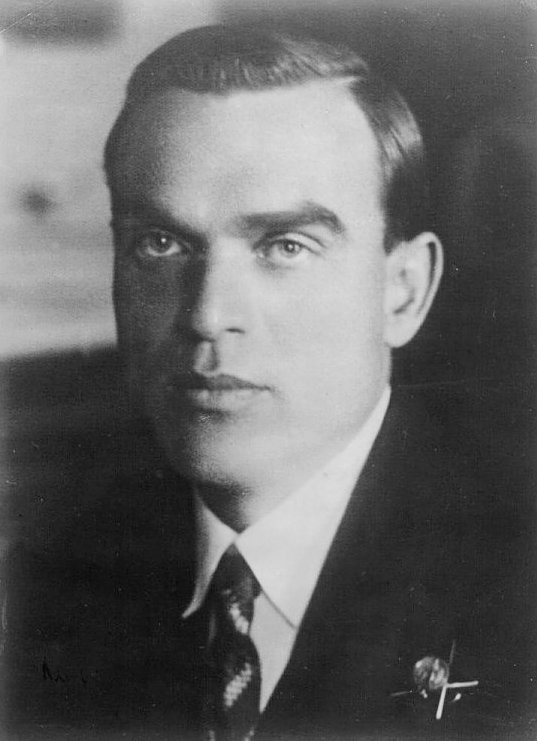
ズィグムント・レヴォニェフスキ

ズィグムント・レヴォニェフスキ（ポーランド語: Zygmunt Lewoniewski）またはシギズムント・アレクサンドロヴィチ・レヴァネフスキー（ロシア語: Сигизму́нд Алекса́ндрович Леване́вский、1902年5月15日 - 1937年8月13日）は、ポーランド系のソビエト連邦のパイロットである。1934年にソ連邦英雄を受勲した。1937年、北極を越えてアメリカ合衆国への飛行の途中で行方不明となった。

## 概要
サンクトペテルブルクにポーランド人の家に生まれた。兄のユゼフ・レヴォニェフスキ（1899年 - 1933年）はポーランドの軍人でパイロットであった。十月革命でボリシェヴィキに参加し、ロシア内戦では1918年から赤軍に従軍した。1925年にセヴァストーポリの海軍航空学校を卒業し、軍のパイロットとなり1930年に予備役に退いた。 
1933年から 北極海航路管理局（略称:グラフセヴモルプーチ；Glavsevmorput）で働き、いくつかの長距離飛行を行った。1933年7月13日に、世界一周飛行に挑戦し、アナディリの近くに不時着したアメリカ合衆国のパイロット、ジミー・マッターンを救助した。1934年4月にはチュクチ海で沈没した汽船、「チェリュースキン」号の生存者の捜索と救援に参加し、氷上の臨時飛行場から離陸して救出したパイロットたちとともにソ連邦英雄の名誉称号を受勲した。
1935年8月、ANT-25で、G・F・バイドゥコーフ、V・I・レーフチェンコとともにモスクワから北極海を越えてサンフランシスコをめざす飛行を行い、無着陸飛行には成功しなかったが、アメリカで歓迎された後、翌年初めロサンジェルスからモスクワに帰還した。19,000 kmの飛行であった。1937年8月12日、V・F・ボルホヴィーチノフの設計したDB-Aで6人の乗員とともに再び北極点を超えてアメリカ合衆国をめざす飛行に挑んだが悪天候に遭遇し13日の夕方、無線通信が途絶えた。捜索が行われたが、発見されず乗員全員が死亡したと考えられた。
1999年3月、アンカレッジの鉱山会社の社員によってプルドー湾とカクトヴィックの間の浅瀬で航空機の残骸が見つかり、レヴォニェフスキの飛行機ではないかと報じられたが、回収や確認には成功しなかった。